# Agujaceratops
Genre
Espèces de rang inférieur
- † Agujaceratops mariscalensis (Lehman, 1989)
- †Agujaceratops mavericus Lehman, Wick et Barnes, 2016

Agujaceratops (« face cornue d’Aguja ») est un genre fossile de dinosaures cératopsiens du Crétacé supérieur (formation d'Aguja) du Texas. Ce dinosaure a vécu durant le Crétacé supérieur (Campanien), il y a environ entre 77 et 70 Ma (millions d'années).
L'espèce type, Agujaceratops mariscalensis, est originellement connue sous le nom de Chasmosaurus mariscalensis (Lehman, 1989). Elle a été décrite par Lucas, Hunt et Sullivan en 2006 et est considérée comme la plus ancienne espèce connue de chasmosaurinés, datant d'il y a environ 77 Ma (millions d'années).
Une seconde espèce, Agujaceratops mavericus, a été décrite par Lehman, Wick et Barnes en 2016.

## Description
La taille d'Agujaceratops mariscalensis est estimée à 4,3 mètres de long pour un poids de 1,5 tonne.

## Paléobiologie
Tous les échantillons d’Agujaceratops ont été recueillis dans la formation d'Aguja de l'ouest du Texas,.
Lehman a supposé qu’Agujaceratops vivait dans les marais, en raison de la nature des sédiments découverts.